# Stan Hepton
Stanley Hepton (3 tháng 12 năm 1932 – 15 tháng 4 năm 2017) là một cầu thủ bóng đá người Anh thi đấu ở Football League cho Blackpool, Huddersfield Town, Bury, Rochdale và Southport trong các thập niên 1950 và 1960.